# 奈月はな
奈月 はな（なづき はな、1983年10月16日 - ）は、群馬県出身の日本のグラビアアイドル。元ヒートプロモーション、ホットラインプロモーション、T.N.B.所属。旧芸名は森原みさと（もりはらみさと）。

## 略歴

### ヒートプロモーション時代
ヒートプロモーション所属時代の芸名は森原みさと。2006年以降、DVDをソロで2作リリース（2008夏以降から未発売になっていたオムニバスDVD、またオムニバスBOX作品など3作リリースされる。森原みさと名義では5作リリースとなる。）テレビへの出演、2006年度浜名湖競艇イメージガール、アイハッピーイメージガールを務めるなどの他、DVD、雑誌グラビア、WEB上のグラビアコンテンツ等で活動した。2008年1月には初の撮影会を体験した。2008年1月31日にヒートプロモーションから脱退。

### ホットラインプロモーション時代
2008年4月から、株式会社ホットラインプロモーションへの移籍に伴い、芸名を奈月はなへと改名。公式ブログも、旧ブログから「奈月はな☆ナヅハナ!っと日記」へと移行した。

### 現在
2017年より、名古屋のアイドルさがし idolやっとる〜んのナレーターをしている。

## 人物
性格は両極端、マイペース、人見知り、頑固、無感情になる事がある（本人談）。
趣味は、ハロウィングッズ、キャンドル、トイカメラ、ファイヤーキングなどの収集。
特技は、キャンドル作り、フラフープ、スプーン曲げ、テトリス
好物は蒲焼さん太郎、オロナミンC、コーラである。コーラは1日1リットル以上は飲む。
ブログでは自ら無職と語る事があるが、学生であり専攻は哲学。現在は心理学を専攻している模様。

## イメージガール
- 2006年度 浜名湖競艇イメージガール
- アイハッピーイメージガール

## ナレーター
- 名古屋のアイドルさがし idolやっとる〜ん　隔週月曜（Kawaiian TV）

## 出演
※ 2007年以前は、全て森原みさと名義。（撮り貯めして2008年以後に発売した作品については特記）

### DVD
1. Perfect Body（2006年、BNS）
2. 二次元美少女（2006年、日本メディアサプライ）
3. MEGA巨乳 巨乳グラビアアイドル6枚組 （2008年、日本メディアサプライ）森原みさと名義
4. グラビアアスリート美女ガチ運動会 （2008年、エアーコントロール）森原みさと名義
5. 続・グラビアアスリート美女ガチ運動会 2ND STAGE（2008年、エアーコントロール）森原みさと名義
6. MEGAブルセラ ブルマー・制服・スク水DVD6枚組（2008年、日本メディアサプライ）森原みさと名義

### 電子書籍
- Perfect Body （2007年11月、BNS）
- WE＠アイドルTV「奈月はな」（2009 ソフトバンククリエイティブ）

### TV
- 大人バカ。 - 2006年（すときゃ!）
- ZAK THE QUEEN（スカパー371ch）- 2007年5月、8月下旬放送分
- 女又力くん - 2007年12月15日放送分
- 現役女子高生ファイル（スカパー371ch）- 2008年1月 ~ 2月中旬放送分
- 宇宙一せまい授業!（あっ!とおどろく放送局） - 2008年5月11日放送分

### ネットラジオ
- ハイパー娯楽チャンネルココバット 2008年11月 ~

### 新聞
- ナイガイ
- 夕刊フジ
- 東京スポーツ

### 雑誌
- Nigthts ecoo 2007 9月号 表紙
- Nigthts ecoo 2007 10月号 表紙
- DELINavi Lip 2007 11月号 表紙
- カメラマン 2009 2月号 モーターマガジン社
- カメラマン 2009 3月号 モーターマガジン社
- カメラマン 2009 8月号 モーターマガジン社
- カメラマン 2009 9月号 モーターマガジン社　他

### 書籍
- 仕事でさがそう専門学校2009表紙（2008年、学研）

### モデル
- ハッセルブラッドH3D製品発表会

### WEB
- JUICY×JUICY　日刊　奈月はな
- コンパスTV 東京ピクトリアル
- ZAK THE QUEEN 2007 ファーストステージ
- 現役女子高生ファイル
- デスクトップギャルコレクション （2006.12森原みさと　2008.8奈月はな）
- Girls Like You

### 携帯サイト
- ＠失礼します
- 携帯ヤングジャンプ「ぷるるんサバイバル2007」
- 制服物語
- 制服物語image
- 写メっ娘！コスっ娘！
- こすぷれ更衣室
- グラマー☆シェイクHIP
- アイドル激☆待コレ
- Girls Like You　　他